# 大阪市立淀中学校
大阪市立淀中学校（おおさかしりつ よどちゅうがっこう）は、大阪府大阪市西淀川区にある公立中学校。

## 沿革
1947年の学制改革の際、西淀川区で最初の中学校の一つ・大阪市立西淀川第一中学校として現在地に創立した。学校敷地は、かつてこの地にあった高等科単独の国民学校・旧制大阪市大和田西国民学校の敷地を転用している。
当時の校区だった佃地区では1970年代に工場が撤退・郊外移転し、跡地に高層マンションなどの住宅開発が進んだ。これに伴い生徒数が急増して学校が過密化したため、1980年には大阪市立佃中学校が分離開校した。これに伴い佃・千舟（当時の佃・佃西両小学校校区）を佃中学校校区へと変更している。

### 年表
- 1947年4月1日 - 大阪市立西淀川第一中学校として設立。
- 1949年5月1日 - 大阪市立淀中学校に改称。
- 1950年9月 - ジェーン台風で校舎と校区が水害被害を受ける。避難所となり、2週間の臨時休校。
- 1969年 - 大阪市教育委員会から公害対策研究の指定を受ける（1972年まで）。
- 1980年4月1日 - 大阪市立佃中学校を分離。
- 1993年3月15日 - 武道場竣工。

## 通学区域
- 大阪市立大和田小学校、大阪市立川北小学校、大阪市立出来島小学校の通学区域

大阪市西淀川区 大野1-3丁目、百島1-2丁目、大和田1-6丁目、西島1-2丁目、中島1-2丁目、出来島1-3丁目。

## 交通
- 阪神なんば線 出来島駅から南東へ約600m
- 阪神本線 千船駅から南西へ約1200m
- 大阪シティバス 淀中学校前バス停（42系統）下車